# Каспер фон Фольсах
Каспер фон Фольсах (дан. Casper von Folsach, нар. 30 березня 1993) — данський велогонщик, бронзовий призер Олімпійських ігор 2016 року.

## Виступи на Олімпіадах
| Олімпіада           | Дисципліна                    | Місце |
| ------------------- | ----------------------------- | ----- |
| Лондон 2012         | командна гонка переслідування | 5     |
| Ріо-де-Жанейро 2016 | командна гонка переслідування | 3     |

## Зовнішні посилання
- Каспер фон Фольсах — олімпійська статистика на сайті Sports-Reference.com (англ.) (архівна версія)

1. ↑  http://www.procyclingstats.com/rider/Casper_Folsach